# 夏斯利韋 (穆卡切沃區)
48°33′40″N 22°40′23″E / 48.56111°N 22.67306°E
夏斯利韋（烏克蘭語：Щасливе），是烏克蘭的村落，位於該國西部外喀爾巴阡州，由穆卡切沃區負責管轄，面積0.71平方公里，海拔高度267米，2001年人口316，人口密度每平方公里442.58人。